# Martín Darío Zapata
Martín Darío Zapata (Crespo, Provincia de Entre Ríos, Argentina; 18 de diciembre de 1979) es un exfutbolista argentino. Jugaba como mediocampista por derecha, aunque también podía desempeñarse por el centro y por izquierda, y su primer equipo fue Unión de Santa Fe. Su último club antes de retirarse fue Central Córdoba de Santiago del Estero.

## Trayectoria
Su primer equipo fue Unión de Santa Fe donde debutó en el año 1999. Permaneció en el club hasta 2004, integrando el plantel que descendió a la Primera B Nacional en 2003. Con el equipo en la segunda división del fútbol argentino, se erigió como una de las piezas claves para mantener la categoría, sobre todo en los partidos de promoción ante Tristán Suárez. Esto hizo que Eduardo Anzarda lo pidiera para que integre el plantel de Huracán de Tres Arroyos que había obtenido el ascenso a la Primera División. Unión lo cede a préstamo por un año, tiempo en el cual Huracán de Tres Arroyos se mantuvo en Primera. Finalizado el préstamo, es cedido nuevamente en esta condición a Mineros de Venezuela por seis meses, club con el cual disputó la Copa Sudamericana, quedando eliminado en primera fase.
Retornó a su club de origen a principios de 2006, pero el entonces director técnico del equipo tatengue, Néstor Craviotto, le comunicó que no sería tenido en cuenta, por lo cual es prestado nuevamente por seis meses, esta vez a Chacarita Juniors. Una vez finalizado el préstamo, retorna a la entidad tatengue, y, con Carlos Trullet como técnico, se convertiría en uno de los referentes del plantel. 
A mediados de 2009, ya con el pase en su poder, arregla su vínculo con Instituto. Dos años después da su salto a la Primera División para jugar con Club Atlético All Boys, en el equipo de Floresta jugó una temporada. En julio de 2012 pasa a Belgrano, donde sale subcampeón en el Torneo Inicial y quinto en la tabla anual accediendo a la copa Sudamericana.
La parte más importante de su carrera llega recién a los 32 años, cuando en el año 2013 pasa a Independiente, quien debía disputar por primera vez la Primera B Nacional. Su paso fue de regular rendimiento, donde fue un jugador que recuperó bastantes pelotas y tuvo buen desempeño . En 36 partidos jugados como titular marcó dos goles, uno a Instituto y el otro nada menos que en el desempate por el ascenso contra Huracán. Finalizado su contrato la dirigencia decidió no renovarle y en julio pasaría a Argentinos Juniors. El "Bicho" de La Paternal viviría una situación similar a la de Independiente, debía disputar el Nacional B luego de militar durante mucho tiempo en Primera División. consigue el ascenso a Primera junto a su club tras ocupar una de las 10 plazas de ascenso para el nuevo torneo de 30 equipos en la máxima categoría.
Tras jugar seis meses más para Argentinos en Primera División pasa al club Central Córdoba de Santiago del Estero, que retornaba al Nacional B luego de ascender desde el Torneo Federal. La campaña no fue buena, sin embargo con un muy buen desempeño logra evitar el descenso con Central.

## Clubes
| Club                    | País      | Año       |
| ----------------------- | --------- | --------- |
| Unión de Santa Fe       | Argentina | 1999-2004 |
| Huracán de Tres Arroyos | Argentina | 2004-2005 |
| Mineros de Guayana      | Venezuela | 2005      |
| Chacarita Juniors       | Argentina | 2006      |
| Unión de Santa Fe       | Argentina | 2006-2009 |
| Instituto de Córdoba    | Argentina | 2009-2011 |
| All Boys                | Argentina | 2011-2012 |
| Belgrano de Córdoba     | Argentina | 2012-2013 |
| Independiente           | Argentina | 2013-2014 |
| Argentinos Juniors      | Argentina | 2014-2015 |
| Central Córdoba (SdE)   | Argentina | 2015-2017 |

## Palmarés
| Título                     | Club               | País      | Año  |
| -------------------------- | ------------------ | --------- | ---- |
| Ascenso a Primera División | Independiente      | Argentina | 2014 |
| Ascenso a Primera División | Argentinos Juniors | Argentina | 2014 |